# Műugrás a 2024. évi nyári olimpiai játékokon
A 2024. évi nyári olimpiai játékokon a műugrásban összesen 8 versenyszámot rendeztek meg. A műugrás versenyszámait július 27. és augusztus 10. között rendezték meg.

## Éremtáblázat
(A táblázatokban a rendező nemzet sportolói eltérő háttérszínnel, az egyes számoszlopok legmagasabb értéke vagy értékei vastagítással kiemelve.)
| A 2024. évi nyári olimpiai játékok éremtáblázata műugrásban | A 2024. évi nyári olimpiai játékok éremtáblázata műugrásban | A 2024. évi nyári olimpiai játékok éremtáblázata műugrásban | A 2024. évi nyári olimpiai játékok éremtáblázata műugrásban | A 2024. évi nyári olimpiai játékok éremtáblázata műugrásban | Olimpia  |
| ----------------------------------------------------------- | ----------------------------------------------------------- | ----------------------------------------------------------- | ----------------------------------------------------------- | ----------------------------------------------------------- | -------- |
|                                                             | Ország                                                      | Arany                                                       | Ezüst                                                       | Bronz                                                       | Összesen |
| 1.                                                          | Kína (CHN)                                                  | 8                                                           | 2                                                           | 1                                                           | 11       |
|                                                             |                                                             |                                                             |                                                             |                                                             |          |
| 2.                                                          | Nagy-Britannia (GBR)                                        | 0                                                           | 1                                                           | 4                                                           | 5        |
| 3.                                                          | Észak-Korea (PRK)                                           | 0                                                           | 1                                                           | 1                                                           | 2        |
| 3.                                                          | Mexikó (MEX)                                                | 0                                                           | 1                                                           | 1                                                           | 2        |
| 5.                                                          | Ausztrália (AUS)                                            | 0                                                           | 1                                                           | 0                                                           | 1        |
| 5.                                                          | Egyesült Államok (USA)                                      | 0                                                           | 1                                                           | 0                                                           | 1        |
| 5.                                                          | Japán (JPN)                                                 | 0                                                           | 1                                                           | 0                                                           | 1        |
|                                                             |                                                             |                                                             |                                                             |                                                             |          |
| 8.                                                          | Kanada (CAN)                                                | 0                                                           | 0                                                           | 1                                                           | 1        |
|                                                             |                                                             |                                                             |                                                             |                                                             |          |
| Összesen                                                    | Összesen                                                    | 8                                                           | 8                                                           | 8                                                           | 24       |

## Érmesek

### Férfi
| A 2024. évi nyári olimpiai játékok érmesei férfi műugrásban |                                                                        |        |                                                  |        |                                                       |        |
| Versenyszám                                                 | Arany                                                                  | Arany  | Ezüst                                            | Ezüst  | Bronz                                                 | Bronz  |
| 3 m műugrás                                                 | Hszie Sze-ji (Xie Siyi) · Kína (CHN)                                   | 543,60 | Vang Cung-jüan (Wang Zongyuan) · Kína (CHN)      | 530,20 | Osmar Olvera · Mexikó (MEX)                           | 500,40 |
| 10 m toronyugrás                                            | Cao Jüan (Cao Yuan) · Kína (CHN)                                       | 547,50 | Tamai Rikuto · Japán (JPN)                       | 507,65 | Noah Williams · Nagy-Britannia (GBR)                  | 497,35 |
| 3 m szinkronugrás                                           | Kína (CHN) · Vang Cung-jüan (Wang Zongyuan) · Lung Tao-ji (Long Daoyi) | 446,10 | Mexikó (MEX) · Osmar Olvera · Juan Celaya        | 444,03 | Nagy-Britannia (GBR) · Anthony Harding · Jack Laugher | 438,15 |
| 10 m szinkronugrás                                          | Kína (CHN) · Jang Hao (Yang Hao) · Lian Csün-csie (Lien Junjie)        | 490,35 | Nagy-Britannia (GBR) · Tom Daley · Noah Williams | 463,44 | Kanada (CAN) · Rylan Wiens · Nathan Zsombor-Murray    | 422,13 |

### Női
| A 2024. évi nyári olimpiai játékok érmesei női műugrásban |                                                                         |        |                                                                     |        |                                                                 |        |
| Versenyszám                                               | Arany                                                                   | Arany  | Ezüst                                                               | Ezüst  | Bronz                                                           | Bronz  |
| 3 m műugrás                                               | Csen Ji-ven (Chen Yiwen) · Kína (CHN)                                   | 376,00 | Maddison Keeney · Ausztrália (AUS)                                  | 343,10 | Csang Ja-ni (Chang Yani) · Kína (CHN)                           | 318,75 |
| 10 m toronyugrás                                          | Csüan Hung-csan (Quan Hongchan) · Kína (CHN)                            | 425,60 | Csen Jü-hszi (Chen Yuxi) · Kína (CHN)                               | 420,70 | Kim Mire (Kim Mi-rae) · Észak-Korea (PRK)                       | 372,10 |
| 3 m szinkronugrás                                         | Kína (CHN) · Csang Ja-ni (Chang Yani) · Csen Ji-ven (Chen Yiwen)        | 337,68 | Egyesült Államok (USA) · Sarah Bacon · Kassidy Cook                 | 314,64 | Nagy-Britannia (GBR) · Yasmin Harper · Scarlett Mew Jensen      | 302,28 |
| 10 m szinkronugrás                                        | Kína (CHN) · Csen Jü-hszi (Chen Yuxi) · Csüan Hung-csan (Quan Hongchan) | 359,10 | Észak-Korea (PRK) · Kim Mire (Kim Mi-rae) · Cso Dzsinmi (Jo Jin-mi) | 315,90 | Nagy-Britannia (GBR) · Andrea Spendolini-Sirieix · Lois Toulson | 304,38 |